# Coleophora lusitanica
Coleophora lusitanica é uma espécie de mariposa do gênero Coleophora pertencente à família Coleophoridae.